# Maximiliano I José da Baviera
Maximiliano I José (Schwetzingen, 27 de maio de 1756 – Munique, 13 de outubro de 1825), também conhecido como Max José, foi o Duque de Zweibrücken de 1795 a 1799, Eleitor da Baviera como Maximiliano IV José de 1799 a 1806, quando elevou seu eleitorado para reino, continuando a reinar como Rei da Baviera até sua morte. Era o filho mais novo de Frederico Miguel, Conde Palatino de Zweibrücken, e sua esposa, a condessa Maria Francisca de Sulzbach.
Educado por seu tio, o duque Cristiano IV de Zweibrücken, serviu em 1777, como Coronel no exército francês e rapidamente foi promovido a Major-General. Entre 1782 e 1789 esteve servindo na cidade de Estrasburgo, na França, mas quando explodiu a Revolução Francesa, trocou os serviços do exército francês pelos do austríaco, fazendo parte das Guerras Revolucionárias.
Em 30 de setembro de 1785, em Darmstadt, casou-se com Augusta Guilhermina de Hesse-Darmstadt, com quem teve 5 filhos, entre eles, seu sucessor Luís I e a princesa Augusta Amélia, Duquesa de Leuchtenberg.
Em 1 de abril de 1795 sucedeu seu irmão Carlos como Duque de Zweibrücken e em 16 de fevereiro de 1799 como Eleitor da Baviera e Conde Palatino do Reno, devido à extinção da dinastia Sulzbach, com a morte do eleitor Carlos Teodoro. Sua simpatia com a República Francesa foi uma das características de seu governo neste período. Durante o seu governo como Eleitor da Baviera e Conde Palatino do Reno realizou em seus domínios muitas das transformações que estavam acontecendo na França, devido à influência de seu ministro, o conde Max Josef von Montgelas.
Pelo Tratado de Pressburg, assinado em 26 de dezembro de 1805, tornou-se o primeiro rei da Baviera. Foi o maior aliado de Napoleão Bonaparte na Confederação Germânica. Apoiou Napoleão, mas sempre manteve a integridade de seu reino, durante os vários tratados que se sucederam ao fim do poder de Napoleão.
Durante o Congresso de Viena, conseguiu manter a integridade de seu reino, mesmo diante das investidas do príncipe austríaco Metternich, conseguindo manter a união dos seus territórios apesar da heterogeneidade destes. Toda esta política de Maximiliano estava baseada na Constituição Liberal que ele outorgou ao seus súbditos em 26 de maio de 1818.
Maximiliano faleceu no Palácio Nymphenburg, próximo de Munique, em 13 de outubro de 1825 sendo sucedido pelo seu filho primogênito, Luís I da Baviera.

## Descendência
| Nome                                       | Pintura | Nascimento             | Morte                   | Notas |
| ------------------------------------------ | ------- | ---------------------- | ----------------------- | --- |
| Com Augusta Guilhermina de Hesse-Darmstadt |         |                        |                         | |
| Luís I da Baviera                          |         | 25 de agosto de 1786   | 29 de fevereiro de 1868 | Casou-se com Teresa de Saxe-Hildburghausen, com descendência. |
| Augusta da Baviera                         |         | 21 de junho de 1788    | 13 de maio de 1851      | Casou-se com o príncipe Eugênio de Beauharnais, com descendência. |
| Amélia Maria da Baviera                    |         | 9 de outubro de 1790   | 24 de janeiro de 1794   | Morreu na infância. |
| Carolina Augusta da Baviera                |         | 8 de fevereiro de 1792 | 9 de fevereiro de 1873  | Casou-se em primeiras núpcias com Guilherme I de Württemberg e, em segundas núpcias, com Francisco I da Áustria, sem descendência.                                      |
| Carlos Teodoro da Baviera                  |         | 7 de julho de 1795     | 16 de agosto de 1875    | Casou-se em primeiras núpcias com Maria Ana Sofia de Pétin, com descendência; e em segundas núpcias com Henriette Schoeller, sem descendência.                          |
| Com Carolina de Baden                      |         |                        |                         | |
| Filho natimorto                            |         | 5 de setembro de 1799  | 5 de setembro de 1799   | |
| Maximiliano Carlos da Baviera              |         | 28 de outubro de 1800  | 12 de fevereiro de 1803 | Morreu na infância. |
| Isabel Luísa da Baviera                    |         | 13 de novembro de 1801 | 14 de dezembro de 1873  | Irmã gêmea de Amélia Augusta; casou-se com Frederico Guilherme IV da Prússia, sem descendência.                                                                         |
| Amélia Augusta da Baviera                  |         | 13 de novembro de 1801 | 8 de novembro de 1877   | Irmã gêmea de Isabel Luísa; casou-se com João I da Saxónia, com descendência.                                                                                           |
| Sofia Frederica da Baviera                 |         | 27 de janeiro de 1805  | 28 de maio de 1872      | Irmã gêmea de Maria Ana; casou-se com o arquiduque Francisco Carlos da Áustria e foi mãe do imperador Francisco José I da Áustria e do imperador Maximiliano do México. |
| Maria Ana da Baviera                       |         | 27 de janeiro de 1805  | 13 de setembro de 1877  | Irmã gêmea de Sofia Frederica; casou-se com com Frederico Augusto II da Saxônia, sem descendência.                                                                      |
| Luísa Guilhermina da Baviera               |         | 30 de agosto de 1808   | 25 de janeiro de 1892   | Casou-se com Maximiliano, duque na Baviera e foi a mãe da imperatriz Isabel da Áustria (Sissi).                                                                         |
| Maximiliana Josefa da Baviera              |         | 21 de julho de 1810    | 4 de fevereiro de 1821  | Morreu na infância. |